# Waterloo (Belgien)
 For alternative betydninger, se Waterloo. (Se også artikler, som begynder med Waterloo)
Waterloo [ˈvaːtərloː] er en by i det centrale Belgien. Byen ligger i regionen Vallonien i provinsen Brabant Wallon, ca. 15 kilometer syd for landets hovedstad Bruxelles. Waterloo har 30.174(2018) indbyggere, og byen har et areal på 21,03 km².

## Historie
Wellesley og Blücher besejrede den 18. juni 1815 Napoleon i Slaget ved Waterloo.
Foruden det store La Butte du Lion-monument, er der på stedet et omfattende besøgscentrum med formidling omkring slaget.